# Zhou Erfu
Zhou Erfu (chiń. 周而复; ur. 3 stycznia 1914 w Jingde w prow. Anhui, zm. 9 stycznia 2004 w Pekinie) − pisarz chiński.
Działał w młodzieżowych literackich ruchach prorewolucyjnych, pierwszy zbiorek poetycki opublikował w 1936 roku. Studiował na Uniwersytecie Guanghua w Szanghaju. W latach 30. związał się z ruchem lewicowym. 1938 roku przeniósł się do bazy komunistów w Yan’an w prowincji Shaanxi, rok później wstąpił do KPCh.
Przez 17 lat pracował nad swoją najbardziej znaną powieścią Morning of Shanghai, w której przedstawił transformację kapitalistycznego przemysłowego miasta po przejęciu władzy przez komunistów i utworzeniu Chińskiej Republiki Ludowej. Książkę Doctor Norman Bethune (1946) poświęcił kanadyjskiemu chirurgowi, który zmarł w Chinach, ulegając zakażeniu doznanemu przy operacji żołnierza rannego w walce z Japończykami.
Od 1979 roku pełnił funkcję wiceministra kultury, a w 1983 roku wybrano go wiceprezesem Chińskiego Towarzystwa Przyjaźni z Zagranicą. W 1986 roku stał się bohaterem skandalu obyczajowego po tym, jak podczas wizyty w Japonii odwiedził sex shop i korzystał z usług prostytutki. Po ujawnieniu tych faktów, w imię dobrych obyczajów i walki z pornografią, został usunięty z wszystkich zajmowanych stanowisk oraz wykluczony z Komunistycznej Partii Chin.